# Една Кіплагат
Една Нгерінгвоні Кіплагат (англ. Edna Ngeringwony Kiplagat) — кенійська легкоатлетка, що спеціалізується в бігу на довгі дистанції, зокрема в марафонському бігові, дворазова чемпіонка світу.
Кіплагат виграла марафонський біг на чемпіонатах світу 2011 року, що проходив у Тегу, та 2013 року (Москва). На лондонському чемпіонаті світу 2017 року вона посіла друге місце. Крім того, вона вигравала престижні Лос-Анджелеський, Нью-Йоркський та Бостонський марафони.
У житті поза спортом вона офіцер поліції, виховує 5 дітей — двох власних, двох сестри та одного прийомного.